# Lille Lihme
Lille Lihme (tidligere Vester Lihme) er en lille by i Sydjylland, der ligger nordøst for Randbøldal i Nørup Sogn, Tørrild Herred mellem Vejle og Billund. Byen har sit eget vandværk.
I 1682 talte landsbyen Lihme 10 gårde med i alt 508,6 tdr land dyrket jord skyldsat til 67,54 tdr hartkorn. Matrikelkort fra 1800-tallet viser, at Vester Lihme da bestod af tre gårde. Benævnelsen "Lille Lihme" blev først taget i brug i 1900-tallet (efter 1935). Store og Lille Lihme tilhører samme ejerlav. 
Der er ca. 25 husstande og ca. 70 mennesker bor i byen[kilde mangler]